# Centropus
Centropus (česky kukačka, toto jméno je však používáno pro více různých rodů) je rod ptáka z čeledi kukačkovití (Cuculidae).

## Popis
Jde o značně mohutné zástupce kukaček, typový druh kukačka senegalská (Centropus senegalensis) dosahuje velikosti 36–42 cm. Tyto kukačky se vyznačují masivním zobákem, dlouhým širokým ocasem a krátkými zaoblenými křídly; ta v klidu překrývají prakticky celou záď, takže viditelná zůstává jen horní strana hřbetu. Obecné opeření bývá načernalé. Typickým znakem těchto kukaček je rovněž přítomnost dlouhého a rovného drápu na palci; tato charakteristika se odrazila i do rodového jména Centropus, kdy „kentron“ znamená v řečtině „ostruha“ a „pous“ znamená „noha“. Nejedná se o příliš zdatné letce.
Kukačky rodu Centropus jsou rozšířeny převážně v Africe a jihovýchodní Asii, jeden druh však pronikl až do Austrálie. Jde o aktivní predátory, kteří loví převážně velké druhy bezobratlých a malé obratlovce. Nepraktikují hnízdní parazitismus, ale v husté vegetaci si budují hnízdo ve tvaru kupole, do něhož samice v několikadenních intervalech snese několik vajec. Samice mohou vyprodukovat i čtyři nebo pět snůšek za sezónu. Zajímavostí je, že u těchto ptáků došlo k výměně rodičovských rolí: na stavbě hnízda a inkubaci a krmení mláďat se větší měrou podílejí samci. Většina druhů vykazuje monogamii, ačkoli pro kukačku černoprsou (C. grillii) je typická dokonce polyandrie. Samice z důvodu obrácených rolí v pohlavním výběru rovněž bývají mohutnější ve srovnání se samci.

## Taxonomie

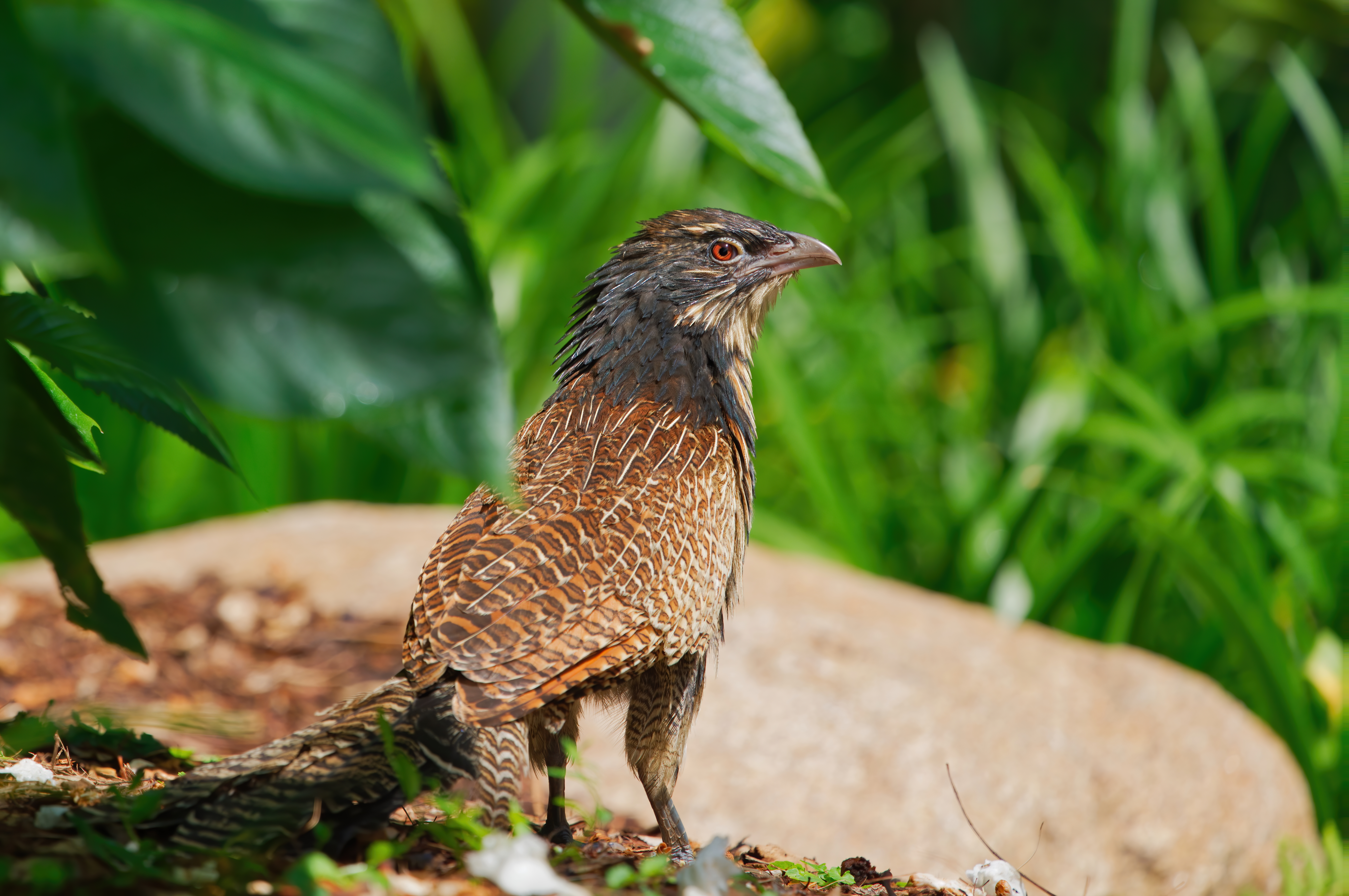
Kukačka bažantí (Centropus phasianinus)

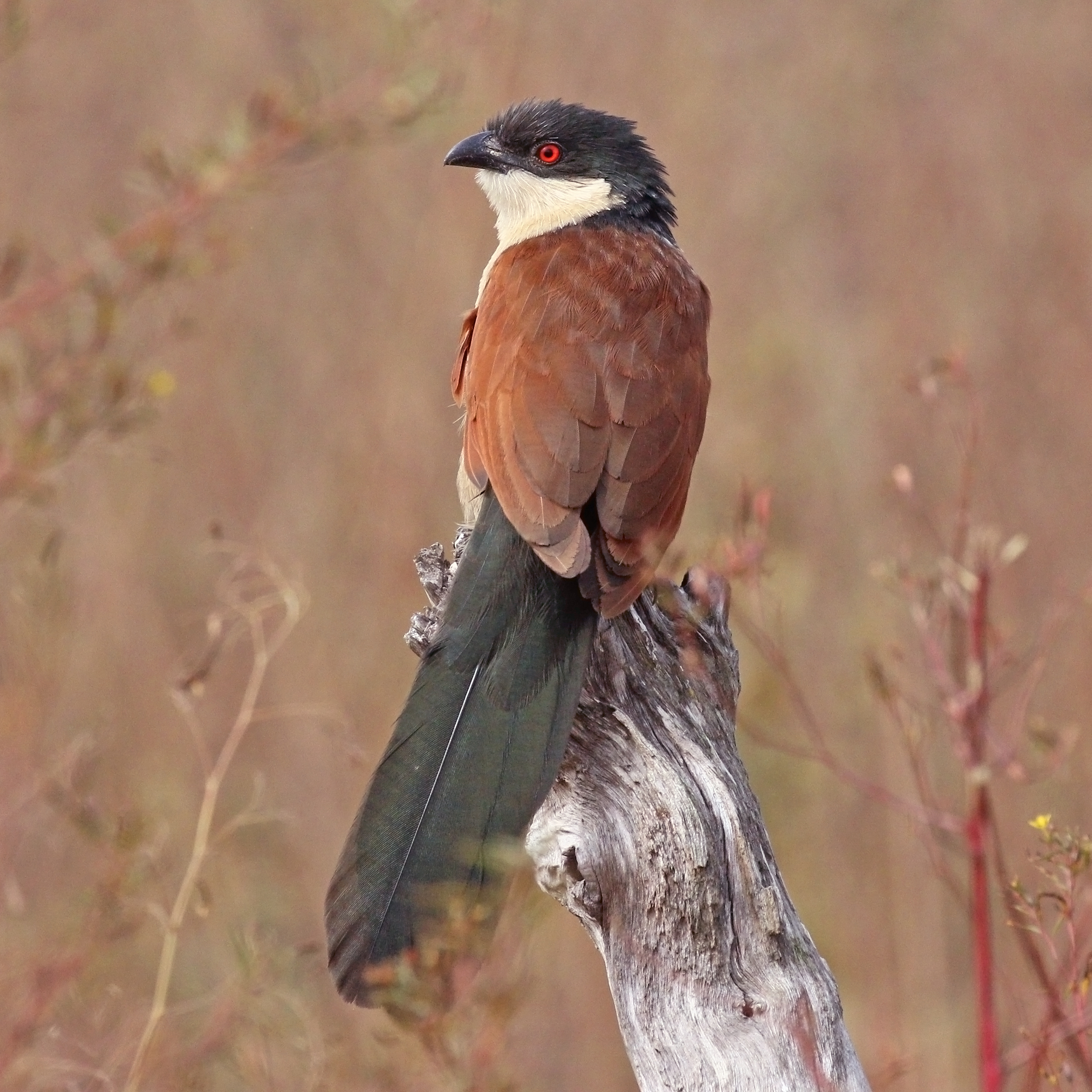
Kukačka senegalská (Centropus senegalensis)

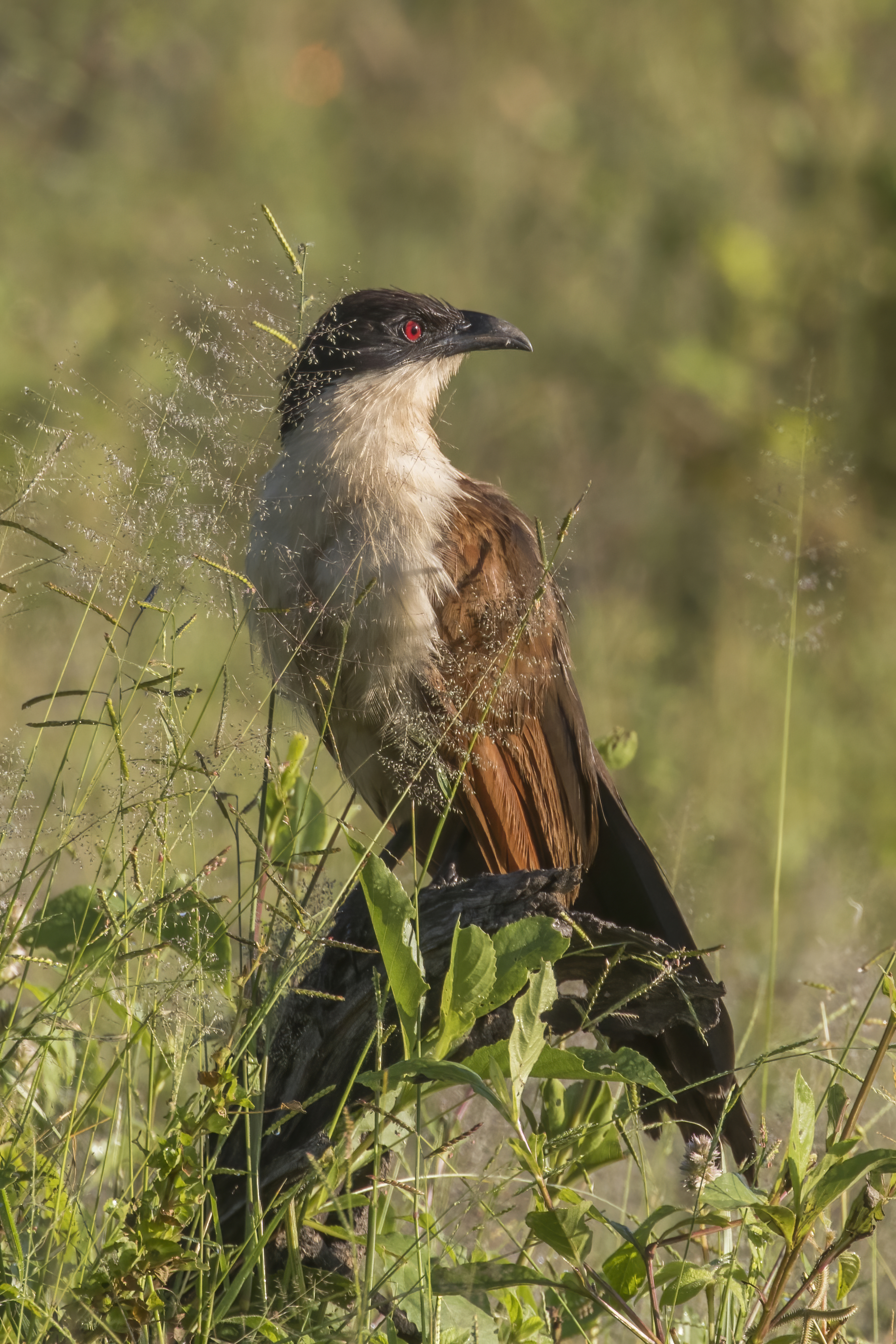
Kukačka měděná (Centropus cupreicaudus)

Rod popsal Johann Karl Wilhelm Illiger roku 1811. Zahrnuje následující druhy:
- Centropus andamanensis Beavan, 1867 – kukačka andamanská
- Centropus anselli Sharpe, 1874 – kukačka gabonská
- Centropus ateralbus Lesson, 1826 – kukačka stračí
- Centropus bengalensis (Gmelin, 1788) – kukačka bengálská
- Centropus bernsteini Schlegel, 1866 – kukačka Bernsteinova
- Centropus burchellii Swainson, 1838
- Centropus celebensis Quoy & Gaimard, 1830 – kukačka červenavá
- Centropus chalybeus (Salvadori, 1876) – kukačka biakská
- Centropus chlororhynchos Blyth, 1849 – kukačka srílanská
- Centropus cupreicaudus Reichenow, 1896 – kukačka měděná
- Centropus goliath Bonaparte, 1850 – kukačka goliáš
- Centropus grillii Hartlaub, 1861 – kukačka černoprsá
- Centropus leucogaster (Leach, 1814) – kukačka bělobřichá
- Centropus melanops Lesson, 1830 – kukačka škrabošková
- Centropus menbeki Lesson & Garnot, 1828 – kukačka tmavá
- Centropus milo Gould, 1856 – kukačka Milova
- Centropus monachus Rüppell, 1837 – kukačka mniší
- Centropus nigrorufus (Cuvier, 1816) – kukačka dvoubarvá
- Centropus phasianinus (Latham, 1802) – kukačka bažantí
- Centropus rectunguis Strickland, 1847 – kukačka krátkoprstá
- Centropus senegalensis (Linnaeus, 1766) – kukačka senegalská
- Centropus sinensis (Stephens, 1815) – kukačka vraní
- Centropus spilopterus G. R. Gray, 1858 – kukačka kaiská
- Centropus steerii Bourns & Worcester, 1894 – kukačka mindorská
- Centropus superciliosus Hemprich & Ehrenberg, 1829 – kukačka bělobrvá
- Centropus toulou (Müller, 1776) – kukačka toloho
- Centropus unirufus (Cabanis & Heine, 1863) – kukačka bambusová
- Centropus violaceus Quoy & Gaimard, 1830 – kukačka purpurová
- Centropus viridis (Scopoli, 1786) – kukačka filipínská

Z australského pleistocénu byly popsány druhy Centropus colossus Baird, 1985, Centropus maximus Shute, Prideaux & Worthy 2016 a Centropus bairdi Shute, Prideaux & Worthy 2016. Jak již druhová jména napovídají, ve srovnání se žijícími druhy šlo o mohutnější zástupce, hmotnost kukaček C. colossus a C. maximus se na základě nejskromnějších odhadů pohybovala okolo 1 kg, čímž asi o čtvrtinu překonávaly největší recentní druhy.

## Ohrožení
Podle Mezinárodního svazu ochrany přírody (IUCN) spadají k roku 2023 tři druhy mezi zranitelné a jeden druh, kukačka mindorská (Centropus steerii), mezi kriticky ohrožené.